# 夸尼亞湖
1°43′N 32°42′E / 1.717°N 32.700°E
夸尼亞湖，是烏干達的湖泊，位於該國中部，由北部區負責管轄，長66公里，面積540平方公里，該湖泊海拔高度1,033米，平均水深4米，最大水深5.4米。